# لیودمیلا ایوانوا
لیودمیلا ایوانوا (اوکراینی: Людмила Георгіївна Ткаченко (Іванова)؛ زادهٔ ۲ دسامبر ۱۹۷۸) اسکیت‌باز نمایشی اهل اوکراین است.وی همچنین از اسکیت‌بازان نمایشی در بازی‌های المپیک زمستانی ۱۹۹۴ بوده است.